# مطار كريستيانو رونالدو
مطار ماديرا (بالبرتغالية: Aeroporto da Madeira) أو مطار فُنْشال (بالبرتغالية: Aeroporto do Funchal) أو مطار كريستيانو رونالدو (بالبرتغالية: Aeroporto do Cristiano Ronaldo)، هو مطار دولي يقع في مدينة سانتا كروز في جزيرة ماديرا في البرتغال. عُرف المطار بمدرجه القصير وموقعه بين الجبال الشاهقة وقربه من المحيط، ما جعله واحد من أخطر مطارات العالم. لكن بعد وقوع العديد من الحوادث فيه تم تطويره وتوسيعه بشكل مذهل وتم منحه العديد من الجوائز العالمية نتيجة لذلك. تم تسميه المطار في 2017 باسم لاعب كرة القدم البرتغالي كريستيانو رونالدو.

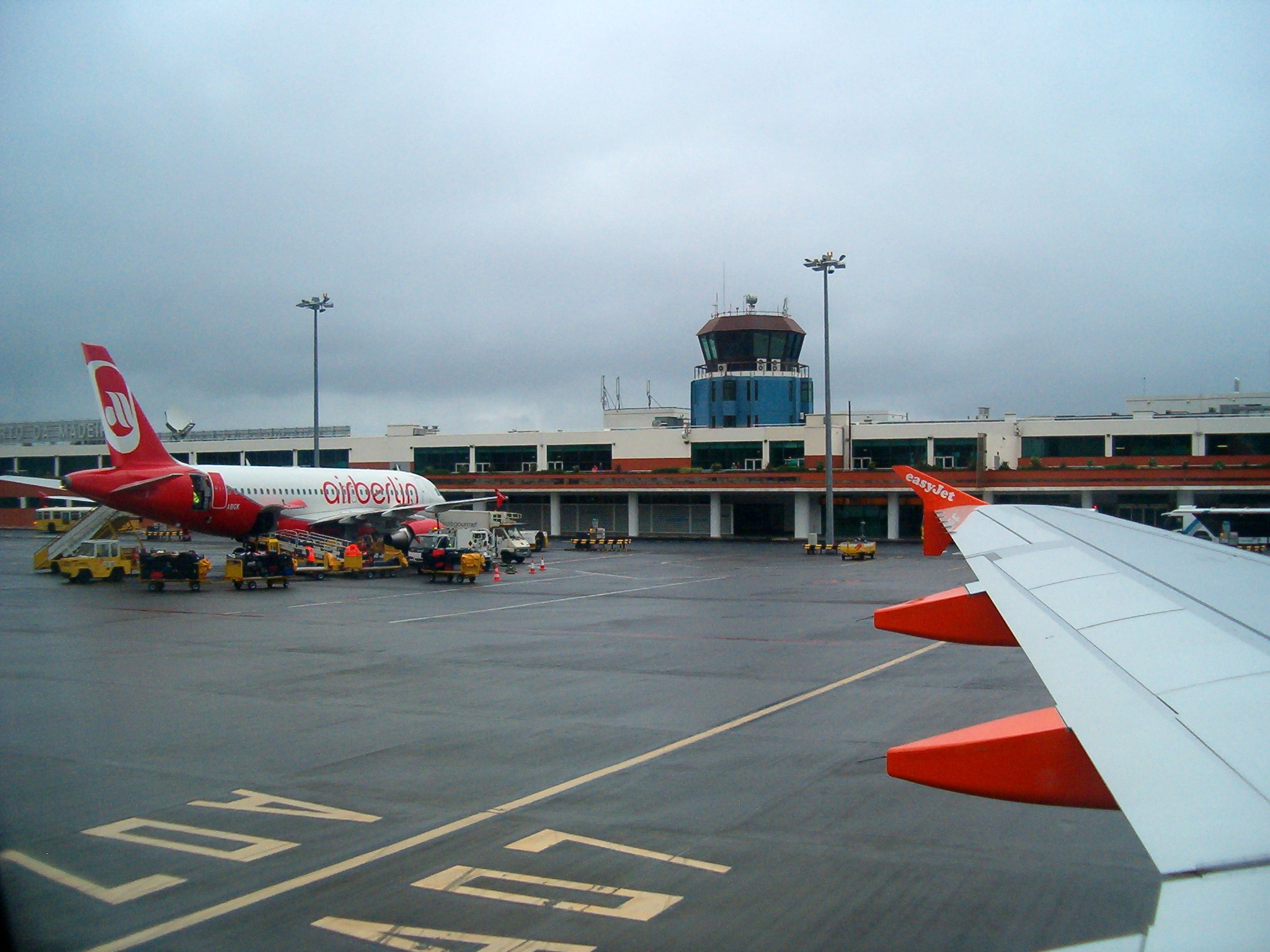
برج المطار

## تاريخ المطار
افتتح المطار رسميا في 18 يوليو عام 1964.
في عام 1974 ازداد عدد الزائرين للمدينة، لذلك تقرر توسيع المطار لاستيعاب أعداد أكبر من الناس، حيث أصبح المطار ذا قدرة استيعابية تزيد على 500 ألف مسافر.

## شركات الطيران والوجهات

### الركاب
| شركـات طيـران                   | الوجهات |
| ------------------------------- | --- |
| الخطوط الجوية النمساوية         | موسمي: مطار فيينا الدولي |
| Avion Express                   | موسمي عارض: مطار فيلنيوس |
| Azores Airlines                 | مطار جون إف كينيدي الدولي، Ponta Delgada، مطار تورونتو بيرسون الدولي |
| بينتر كنارياس                   | مطار غران كناريا، Porto Santo ‏، مطار تينيريفي الشمالي موسمي: Fuerteventura، Lanzarote، مطار مراكش المنارة الدولي، مطار تينيريفي الجنوبي                                                                                      |
| الخطوط الجوية البريطانية        | مطار لندن هيثرو |
| كوندور للطيران                  | مطار دوسلدورف الدولي، مطار فرانكفورت، مطار هامبورغ، مطار لايبزيغ هاله، مطار ميونخ الدولي |
| إيزي جيت                        | مطار بازل - ميلوز - فريبورغ الأوروبي (تبدأ في 9 December 2023)، مطار برلين براندنبرغ، مطار بريستول، مطار لشبونة، مطار غاتويك، مطار ليون سانت إكسوبيري، مطار مانشستر، مطار مالبينسا، مطار باريس شارل ديغول، مطار بورتو الدولي |
| إديلويس إير                     | مطار زيورخ الدولي |
| Enter Air                       | موسمي عارض: مطار كاتوفيتشي، مطار فيلنيوس |
| EuroAtlantic Airways            | موسمي عارض: مطار سيمون بوليفار الدولي |
| يورو وينجز                      | مطار دوسلدورف الدولي موسمي: مطار كولونيا بون الدولي، مطار هامبورغ، مطار فاكلاف هافيل الدولي، مطار شتوتغارت الدولي |
| Eurowings Discover              | مطار فرانكفورت، مطار ميونخ الدولي |
| فين إير                         | موسمي: مطار هلسنكي فانتا |
| أيبيريا (شركة طيران)            | مطار مدريد باراخاس الدولي موسمي: مطار برشلونة الدولي، مطار بلباو، مطار مالقة الدولي (تبدأ في 18 يوليو 2023)، Santiago de Compostela ‏، مطار بلنسية (تبدأ في 18 يوليو 2023)                                                    |
| جيت تو دوت كوم                  | مطار بلفاست الدولي (تبدأ في 4 نوفمبر 2024)، مطار برمينغهام، مطار بريستول، East Midlands ‏، مطار إدنبرة، مطار غلاسكو الدولي، Leeds/Bradford، مطار ليفربول (تبدأ في 1 مايو 2024)، مطار لندن ستانستد، مطار مانشستر، مطار نيوكاسل |
| لوفتهانزا                       | مطار فرانكفورت، مطار ميونخ الدولي |
| لوكس إير                        | مطار لوكسمبورغ |
| آير شاتل النرويجية              | مطار أوسلو-غاردرموين موسمي: مطار كوبنهاغن |
| رايان إير                       | مطار بوفيه - تيه، مطار أوريو أل سيريو، مطار بروكسل شارلروا الجنوب، مطار دبلن الدولي، مطار لشبونة، مطار لندن ستانستد، مطار مانشستر، مطار مارسيليا، مطار نورمبرغ، مطار بورتو الدولي                                            |
| الخطوط الجوية الإسكندنافية      | موسمي: مطار ستوكهولم أرلاندا |
| خطوط ترافل سيرفس الجوية         | موسمي: مطار فاكلاف هافيل الدولي، Brno |
| Sundair                         | موسمي: مطار برلين براندنبرغ |
| الخطوط الجوية الدولية السويسرية | موسمي: مطار جنيف الدولي |
| تاب برتغال                      | مطار لشبونة، مطار بورتو الدولي |
| تاروم                           | موسمي عارض: مطار هنري كواندا الدولي |
| ترانسافيا                       | مطار سخيبول أمستردام، مطار ليون سانت إكسوبيري، مطار نانت، مطار باريس أورلي، مطار بورتو الدولي (تستأنف 4 نوفمبر 2023) |
| توي للطيران                     | مطار برمينغهام، مطار مانشستر |
| توي فلاي بلجيكا                 | مطار بروكسل الدولي |
| توي فلاي ألمانيا                | مطار دوسلدورف الدولي، مطار فرانكفورت، مطار هانوفر لانغنهاغن، مطار ميونخ الدولي، مطار شتوتغارت الدولي |
| أركي فلاي                       | موسمي: مطار سخيبول أمستردام |
| ويز للطيران                     | مطار بودابست فرانز ليست الدولي، مطار كاتوفيتشي، مطار ليوناردو دا فينشي (تبدأ في 6 سبتمبر 2023)، مطار فيينا الدولي، مطار وارسو فريدريك شوبان                                                                                  |

### الشحن
| شركـات طيـران | الوجهات     |
| ------------- | ----------- |
| سويفت إير     | مطار لشبونة |

## الإحصائيات
شاهد source Wikidata query and sources.
| الرتبة | المطار               | الركاب    | % التغير | الناقل                                        |
| ------ | -------------------- | --------- | -------- | --------------------------------------------- |
| 1      | مطار لشبونة          | 1،009،847 | ▲ 1.6%   | إيزي جيت، تاب برتغال                          |
| 2      | مطار بورتو الدولي    | 354،823   | ▲ 5.5%   | إيزي جيت، تاب برتغال                          |
| 3      | مطار غاتويك          | 260،972   | ▼ 0.2%   | إيزي جيت، توي للطيران                         |
| 4      | مطار مانشستر         | 102،723   | ▼ 16.8%  | إيزي جيت، Jet2.com، توي للطيران               |
| 5      | مطار فرانكفورت       | 95،355    | ▲ 22.6%  | كوندر، لوفتهانزا، توي فلاي ألمانيا            |
| 6      | مطار سخيبول أمستردام | 84،511    | ▲ 2.6%   | Corendon Airlines، ترانسافيا، توي فلاي هولندا |
| 7      | مطار دوسلدورف الدولي | 79،713    | ▲ 25.2%  | كوندر، توي فلاي ألمانيا                       |
| 8      | مطار باريس أورلي     | 79،399    | ▼ 5.4%   | ترانسافيا                                     |
| 9      | مطار ميونخ الدولي    | 61،975    | ▲ 20.8%  | كوندر، لوفتهانزا، توي فلاي ألمانيا            |
| 10     | مطار لندن ستانستد    | 60،524    | ▲ 40%    | Jet2.com                                      |

## اقرأ أيضا
- البرتغال
- شبه جزيرة أيبيريا
- أوروبا
- جزيرة ماديرا
- بورتو سانتو

## وصلات خارجية
- الموقع الرسمي
- تاريخ الحوادث لـ (FNC) على شبكة سلامة الطيران.